# Partula taeniata ssp. nucleola
Partula taeniata ssp. nucleola је подврста класе Gastropoda која припада реду Stylommatophora. 

## Угроженост
Ова врста је скоро изумрла, и нису познати слободни живи примерци.

## Распрострањење
Само Француска Полинезија.

## Станиште
Врста Partula taeniata ssp. nucleola има станиште на копну.